# Élections législatives vénézuéliennes de 2025
Les élections législatives vénézuéliennes de 2025 ont lieu le 25 mai 2025 afin de renouveler les 285 députés de l'Assemblée nationale du Venezuela.

## Contexte

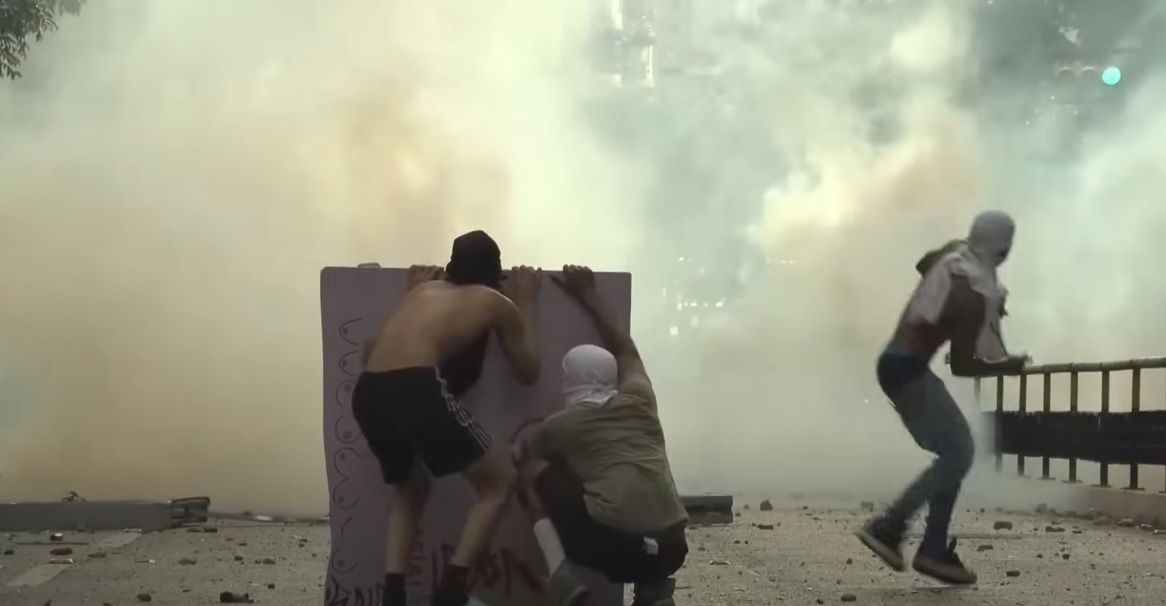
Manifestations à Caracas le 30 juillet 2024.

Nicolás Maduro et Edmundo González Urrutia revendiquent tous deux la victoire à l'élection présidentielle vénézuélienne de 2024. Maduro est déclaré vainqueur par le Conseil national électoral (CNE) avec 51,2 % des voix contre 44,2 % pour González, tandis que l'opposition conteste ces résultats et affirme avoir obtenu 67 à 70 % des suffrages selon les procès verbaux de ses scrutateurs,. La victoire de Maduro est contestée à l'international en raison du refus du régime d'accueillir des observateurs pour vérifier la validité du scrutin,.
Pour El Espectador, avec sa précision à cinq décimales près du pourcentage avec le nombre de suffrages, la probabilité d'une fraude électorale est très élevée. Allant dans le même sens, Infobae estime que cela montre que les nombres de votants ont été frauduleusement attribués à chaque candidat selon un pourcentage de voix prédéfini.
Le site du CNE est hors service. Le procureur général Tarek William Saab prétend que celui-ci a été victime d'une cyberattaque et en accuse l'opposition d'avoir tenté d'y publier de faux résultats depuis la Macédoine du Nord. Il annonce ainsi l'inculpation de la cheffe de l'opposition María Corina Machado. En parallèle, le CNE, contrôlé par le pouvoir chaviste, n'a pas publié les résultats comptabilisés par les machines à voter. Pour sa part, la Macédoine du Nord demande des preuves et émet l'hypothèse qu'il s'agisse de réseau privé virtuel empruntant des adresses IP macédoniennes. De leur côté, l'opposition et des observateurs estiment que ce piratage a été inventé par le pouvoir pour ne pas publier des résultats confirmant la défaite de Maduro,.
Si González n'appelle pas à manifester, des manifestations spontanées éclatent pour protester contre le maintien au pouvoir du président sortant. Celles-ci rassemblent des dizaines de milliers de personnes issues majoritairement de quartiers populaires. Les manifestants brûlent des portraits de Maduro et déboulonnent 27 statues d'Hugo Chávez. Ceux-ci sont attaqués à coup de gaz lacrymogène par les forces de sécurité et la répression fait 19 morts, dont au moins deux mineurs et un soldat de la Garde nationale bolivarienne,,. Par ailleurs, plus de 700 personnes sont arrêtées par les autorités. Le lendemain, María Corina Machado appelle à manifester devant les bureaux des Nations unies. Maduro menace de l'arrêter elle et González.
L'élection de González est reconnue par de nombreux pays d’Amérique comme l'Argentine, le Costa Rica, les États-Unis, l'Équateur, le Panama, le Pérou, l’Uruguay,. Parmi ces pays, l'Argentine, l'Équateur, les États-Unis, le Panama et le Pérou lui reconnaissent aussi le statut de président élu,,.
Le 22 août 2024, le Tribunal suprême de justice certifie les résultats de l'élection présidentielle.
Après avoir ignoré une troisième convocation, un mandat d'arrêt est émis le 2 septembre contre González pour des délits tels qu'association de malfaiteurs et conspiration après que le procureur a demandé qu'il soit arrêté pour « usurpation de fonctions, falsification de documents publics, incitation à désobéir à la loi, conspiration et association »,. Le 7 septembre 2024, après s'être réfugié à l'ambassade d'Espagne, Edmundo González Urrutia et son épouse Mercedes quittent le Venezuela pour l’Espagne, qui lui accorde l'asile politique. Le régime vénézuélien lui a délivré des sauf-conduits « dans l’intérêt de la paix » selon les propos de la vice-présidente vénézuélienne Delcy Rodríguez,. La cheffe de l'opposition María Corina Machado déclare quant à elle que le départ d'Edmundo González Urrutia était nécessaire pour « préserver sa liberté et sa vie » tout comme l'Union européenne qui déclare à travers son chef de la diplomatie Josep Borrell qu'Edmundo González Urrutia « a été confronté à la répression, à la persécution politique et à des menaces directes contre sa sécurité et sa liberté avant de chercher à s'exiler » et exige que le Venezuela mette fin à l'oppression des dirigeants de l'opposition et libère tous les prisonniers politiques,.
Le 30 septembre 2024, l'Assemblée parlementaire du Conseil de l'Europe décerne le Prix des Droits de l'Homme Václav Havel à María Corina Machado pour sa lutte pour les droits politiques des Vénézuéliens et « une société plus démocratique et plus juste ». Le 17 octobre 2024, María Corina Machado et Edmundo González Urrutia sont retenus parmi les trois finalistes du Prix Sakharov 2024.
Le 10 janvier 2025, Nicolas Maduro prête serment, pour un troisième mandat.
Le 27 janvier, le Conseil national électoral annonce que les élections législatives et régionales auront lieu le 27 avril suivant, avant de les reporter au 25 mai.

## Système électoral
L'Assemblée nationale est le parlement monocaméral du Venezuela. Elle est composée de 277 sièges pourvus pour cinq ans selon un mode de scrutin parallèle. Sur ce total, 133 le sont au scrutin majoritaire plurinominal dans 87 circonscriptions, dont trois sièges réservés aux communauté indigènes. Dans chaque circonscription, les candidats ayant recueilli le plus de suffrages sont élus, à hauteur du nombre de sièges à pourvoir. Les 144 sièges restants sont quant à eux pourvus au scrutin proportionnel plurinominal, dont 96 répartis dans 24 circonscriptions de trois à dix sièges correspondant aux 23 États du pays plus le district de la capitale, Caracas, auxquels s'ajoutent 48 sièges pourvus dans une unique circonscription nationale. Après décompte des suffrages, les sièges sont répartis à la proportionnelle selon la méthode D'Hondt,,.

## Analyse et conséquences
Les résultats préliminaires donnent sans surprise une large victoire au Grand Pôle patriotique Simón Bolívar (GPPSB), la coalition du président Nicolas Maduro, avec 82,68 % des voix au niveau national. Le Parti socialiste unifié du Venezuela (PSUV) remporte également 23 des 24 postes de gouverneur, lors des élections régionales organisées simultanément.
Le taux de participation s'établit à 42,66 % selon le Conseil national électoral. L'opposition vénézuélienne ayant appelé au boycott du scrutin dénonce un gonflement des chiffres de la participation par le gouvernement, notamment par la voix de l'ancien candidat Edmundo González Urrutia à l'élection présidentielle contestée de 2024 et par la chef de l'opposition María Corina Machado qui se félicite d'avoir « démasqué cette grande farce ». Pour leur part, les anciens candidats à la présidence Henrique Capriles et Henri Falcón sont élus députés.